# Zschockau (Leisnig)
Zschockau ist ein Ortsteil der Stadt Leisnig im Landkreis Mittelsachsen. 2011 hatte der Ortsteil 22 Einwohner. 1936 wurden Doberschwitz und Kalthausen eingemeindet, 1965 wurde er nach Polkenberg eingemeindet, 1999 ging er mit diesem nach Bockelwitz, 2012 mit diesem nach Leisnig.